# Ióssif Ostrovski
Ióssif Ostrovski (rus: Иосиф Владимирович Островский)  (Dniprò, 6 d'abril de 1934 - Ankara, 29 de novembre de 2020), nom complet amb patronímic: Ióssif Vladímirovitx Ostrovski, va ser un matemàtic soviètic ucraïnès.

## Vida i obra
Ostrovski va néixer a Dnipropetrovsk, però la seva família es va traslladar a Kramatorsk en acabar la Segona Guerra Mundial i va ser en aquesta vila on va fer la seva escolarització. Al finalitzar els estudis secundaris el 1951, va ingressar a la Universitat de Khàrkiv en la qual va obtenir el doctorat en matemàtiques el 1959 amb una tesi sobre funcions meromorfes sota la direcció de Borís Levin. Va ser un participant actiu del seminari d'anàlisi matemàtica que dirigia Levin a la universitat i, després, el va dirigir ell mateix.
Des de 1958 va ser professor de la universitat de Khàrkiv i el 1969, quan va ser contractat per l'Institut Verkin, va continuar donant classes a temps parcial fins al 1995. En aquest any va passar a ser professor de la universitat Bilkent d'Ankara (Turquia).
Ostrovski va publicar cinc llibres i més de cint-cinquanta articles científics. Els seus camps d'estudi van ser les funcions de variable complexa i la teoria de la probabilitat i procesos estocàstics.